# Lincosamidă

Structura chimică a lincomicinei

Structura chimică a clindamicinei

Lincosamidele reprezintă o clasă de antibiotice, singurele molecule utilizate în terapie fiind lincomicina, clindamicina și pirilimicina. Structura lincosamidelor este bazată pe un nucleu de pirolidină, care se leagă de o piranoză (metiltio-lincosamidă) prin intermediul unei legături amidice. Hidroliza lincosamidelor, în special a lincomicinei, duce la fragmentarea moleculei în cele două componente, oza și prolina. Cele două componente pot fi recombinate la compusul respectiv, sau se poate obține un derivat.